# Monuments culturels du district de Pirot
Cet article recense les monuments culturels du district de Pirot en Serbie.

## Liste
| ID      | Monument | Adresse                                             | Municipalité              | Datation                                  | Photo |
| ------- | --- | --------------------------------------------------- | ------------------------- | ----------------------------------------- | ----- |
| SK 212  | Monastère de Temska | 43° 16′ 07″ N, 22° 33′ 41″ E                        | Pirot (Temska)            | À partir du XVIe siècle                   |       |
| SK 222  | Monastère de Poganovo | 42° 58′ 47″ N, 22° 38′ 14″ E                        | Dimitrovgrad (Poganovo)   | 1395                                      |       |
| SK 226  | Forteresse de Pirot | 43° 09′ 32″ N, 22° 34′ 54″ E                        | Pirot                     | XIVe siècle                               |       |
| SK 231  | Église de la Sainte-Parascève de Staničenje                                                                                   | 43° 12′ 25″ N, 22° 30′ 51″ E                        | Pirot (Staničenje)        | 1331-1332                                 |       |
| SK 295  | Konak de la famille Hristić à Pirot (Muusée du Ponišavlje)                                                                    | Nikole Pašića 49 43° 09′ 41″ N, 22° 35′ 21″ E       | Pirot                     | 1846-1848                                 |       |
| SK 297  | Monastère de Planinica | 43° 00′ 34″ N, 22° 40′ 26″ E                        | Pirot (Planinica)         | XVIe siècle                               |       |
| SK 298  | Bâtiment du Chat blanc à Pirot                                                                                                | Braće Taskovića 9                                   | Pirot                     | 1848 ; 1859                               |       |
| SK 302  | Monastère de Sukovo | 43° 02′ 34″ N, 22° 39′ 53″ E                        | Pirot (Sukovo)            | 1857-1859                                 |       |
| SK 464  | Bâtiment de l'ancienne pharmacie Karlo Skacel à Pirot                                                                         | Knjaza Miloša 43° 09′ 32″ N, 22° 35′ 17″ E          | Pirot                     | 1912-1913                                 |       |
| SK 470  | Église de l'Ascension de Zavoj                                                                                                | 43° 15′ 58″ N, 22° 37′ 59″ E                        | Pirot (Zavoj)             | Fin du XVIe siècle                        |       |
| SK 600  | Monastère de Divljana | 43° 11′ 11″ N, 22° 17′ 33″ E                        | Bela Palanka (Divljana)   | Fondé au XIIIe ou XIVe siècle ; 1877-1908 |       |
| SK 660  | Monastère de la Mère-de-Dieu à Visočka Ržana                                                                                  | 43° 10′ 36″ N, 22° 49′ 10″ E                        | Pirot (Visočka Ržana)     | Avant les années 1820                     |       |
| SK 661  | Église Saint-Georges d'Osmakova                                                                                               | 43° 16′ 52″ N, 22° 25′ 35″ E                        | Pirot (Osmakova)          | XVe siècle                                |       |
| SK 662  | Église Saint-Georges de Slavinja                                                                                              | 43° 08′ 37″ N, 22° 50′ 45″ E                        | Pirot (Slavinja)          | ? ; 1844                                  |       |
| SK 663  | Église Saint-Nicolas de Krupac                                                                                                | 43° 07′ 13″ N, 22° 40′ 30″ E                        | Pirot (Krupac)            | Première moitié du XVIIe siècle           |       |
| SK 678  | Fortification militaire serbe à Striževac                                                                                     | 43° 05′ 46″ N, 22° 24′ 19″ E                        | Babušnica (Striževac)     | 1892-1893                                 |       |
| SK 769  | Église troglodyte Saint-Pierre-et-Saint-Paul de Rsovci                                                                        | 43° 10′ 34″ N, 22° 46′ 27″ E                        | Pirot (Rsovci)            | XIIIe siècle ou début du XIVe siècle      |       |
| SK 912  | Église Saint-Jean-Glavosek de Krupac                                                                                          | 43° 07′ 31″ N, 22° 40′ 13″ E                        | Pirot (Krupac)            | Première moitié du XXe siècle             |       |
| SK 940  | Bâtiment du lycée de Pirot | Srpskih vladara 128 43° 09′ 09″ N, 22° 35′ 17″ E    | Pirot                     | 1907                                      |       |
| SK 941  | Bâtiment de l'Administration du district à Pirot                                                                              | Srpskih vladara 179 43° 09′ 06″ N, 22° 35′ 22″ E    | Pirot                     | Fin du XIXe siècle                        |       |
| SK 942  | Bâtiment du Tribunal municipal à Pirot                                                                                        | Srpskih vladara 124 43° 09′ 11″ N, 22° 35′ 15″ E    | Pirot                     | 1910-1912                                 |       |
| SK 946  | Monastère de Sinjac | 43° 14′ 38″ N, 22° 25′ 31″ E                        | Bela Palanka (Sinjac)     | Avant 1618                                |       |
| SK 1054 | Monastère Saint-Cyr et Sainte-Julitte de Smilovci                                                                             | 43° 04′ 59″ N, 22° 50′ 58″ E                        | Dimitrovgrad (Smilovci)   | Fdondé au Xe siècle ; fin du XVII ; 1839  |       |
| SK 1055 | Église Saint-Michel de Boljev Dol                                                                                             | 43° 07′ 19″ N, 22° 55′ 33″ E                        | Dimitrovgrad (Boljev Dol) | Avant le XVIIe siècle                     |       |
| SK 1060 | Église Saint-Georges de Željuša                                                                                               | 43° 00′ 48″ N, 22° 43′ 37″ E                        | Dimitrovgrad (Željuša)    | XVIIe siècle-XIXe siècle                  |       |
| SK 1913 | Monastère de Gorčince | 43° 02′ 19″ N, 22° 24′ 03″ E                        | Babušnica (Gorčinci)      | Avant 1868                                |       |
| SK 2071 | Maison de Stojan Božilović Beli à Pirot                                                                                       | Trg Karađorđa 13 43° 09′ 49″ N, 22° 35′ 16″ E       | Pirot                     | 1840 ou 1841                              |       |
| SK 2090 | Pont du bey à Staničenje | 43° 12′ 18″ N, 22° 30′ 37″ E                        | Pirot (Staničenje)        | XVIIe siècle                              |       |
| SK 2091 | Église de la Nativité-du-Christ de Pirot                                                                                      | 43° 09′ 23″ N, 22° 35′ 15″ E                        | Pirot                     | 1834                                      |       |
| SK 2181 | Maison de la jeunesse et des pionniers, école élémentaire des Partisans et siège du comité de district de la SKOJ à Rakov Dol | 42° 55′ 45″ N, 22° 25′ 08″ E                        | Babušnica (Rakov Dol)     | 1909                                      |       |
| SK 2187 | Monument des Libérateurs de Pirot vis-à-vis des Turcs                                                                         | Tjabara, Trg Republike 43° 09′ 41″ N, 22° 35′ 19″ E | Pirot                     | 1904-1924                                 |       |
| SK 2188 | Cimetière militaire serbe et grec de Pirot (avec le monument aux morts 1912-1918)                                             | 43° 10′ 19″ N, 22° 36′ 01″ E                        | Pirot                     |                                           |       |